# Зангеланский район
Зангела́нский райо́н (азерб. Zəngilan rayonu) — район на юго-западе Азербайджана. Административный центр — Зангелан.

## История
В древности область современного Зангелана являлась частью области Ковсакан региона Сюник исторической Армении.

### Современный период
Во время Первой карабахской войны в середине октября 1993 года армянские вооружённые формирования при поддержке 12 танков начали наступление в районе посёлка Горадиз, расположенного на границе с Ираном и штурмом смогли захватить его. Заняв этот важный транспортный узел, армянам удалось отрезать юго-запад Азербайджана, в том числе Зангеланский район, от остальной территории республики. В окружении оказались приблизительно 60 тыс. человек, включая мирных жителей и ополченцев. Нанеся удар с территории Армении, армянские бронетанковые части (до 40 единиц бронетехники) 28 октября заняли железнодорожную станцию Минджевань, 1 ноября — райцентр Зангелан и прилегающие населенные пункты. Мирные жители и ополченцы зангеланского полка вынуждены были бежать через реку Аракс в сторону Ирана.
С момента занятия и до 2020 года Зангеланский район полностью контролировался непризнанной Нагорно-Карабахской Республикой, согласно административно-территориальному делению которой территория района была включена в состав Кашатагского района НКР.
Факт оккупации Зангеланского района был признан и осуждён резолюциями Совета Безопасности ООН № 884 от 12 ноября 1993 года и Генеральной Ассамблеи ООН № 62/243 от 25 апреля 2008 года, в которых, в частности, подтверждена территориальная целостность Азербайджана и содержалось требование вывода армянских сил.
20 октября 2020 года президент Азербайджана Ильхам Алиев заявил, что азербайджанская армия взяла под контроль город Зангелан и окрестные сёла Зангеланского района в ходе Второй карабахской войны.
12 ноября в районе учреждён местный отдел Службы государственной безопасности Азербайджана.
С 1991 года до 2021 год входил в состав Кельбаджар-Лачинского экономического района.

## География
Зангеланский район расположен на юго-западе республики, к северу от реки Аракс. Граничит с Арменией и Ираном.
На территории района в основном присутствует мезозойский рельеф. Распространены меловые, вулканические и осадочные породы. Остатки юрского и мелового периода распространенные на горных территориях, и относятся к периоду 150—200 тыс. лет назад.
На территории района имеются вершины Барбар и Салафир (2270 м). Эта горная цепь переходит в Аракское ущелье вблизи Агбенда и Вежнали. В направлении сёл Собу — Топ — Деллякли расположена другая цепь гор, начинающаяся с Шукуратазской возвышенности, и опускающаяся ближе к Араксу.
Сусанские горы между реками Охчучай и Баргушад опускаются в направлении юго-востока и образуют Агоюгскую равнину. Эта местность состоит из осадочных пород мелового периода. На обоих берегах реки Охчучай расположена пещера Карст. На северо-восточном участке района расположен Карабахский хребет. Эта цепь по мере уменьшения образует Гейанскую впадину.
На горной территории района распространены леса. Широколиственные леса, распространенные на высоте 1800—2000 метров, постепенно уменьшаются и образуют субальпийские и альпийские луга. Территория района богата лечебными растениями и родниками.
Природные условия и сложный рельеф создали необычный климат. На территории вдоль Аракса с полупустынями и сухими степями зима проходит сухой. На более высоких участках теплый мягкий климат.
Преобладают скорые горные реки Хакари, Охчучай, Басит, а также река Аракс, источник которой исходит из горных вершин.
Территория богата молибденом, золотом. В районе имеются источники мрамора, глины, известняка.

## Население
Согласно Всесоюзной переписи 1989 года население района составляло 32 698 человек.

### Национальный состав
| Год переписи  | 1939            | 1959             | 1970             | 1979             |
| ------------- | --------------- | ---------------- | ---------------- | ---------------- |
| азербайджанцы | 20 449 (96,0 %) | ↘18 215 (96,6 %) | ↗27 554 (98,2 %) | ↗28 685 (97,6 %) |
| армяне        | 213 (1,0 %)     | ↗324 (1,7 %)     | ↘262 (0,9 %)     | ↘35 (0,1 %)      |
| русские       | 501 (2,3 %)     | ↘223 (1,2 %)     | ↘127 (0,5 %)     | ↗590 (2,0 %)     |
| другие        | 199 (0,9 %)     | 95 (0,5 %)       | 115 (0,4 %)      | 67 (0,2 %)       |
| всего         | 21 362          | 18 857           | 28 058           | 29 377           |

## Ущерб от оккупации
До начала Карабахской войны на территории реки Охчучай действовало 17 гидрологических и 9 метеорологических станций. Все станции были разрушены и уничтожены.

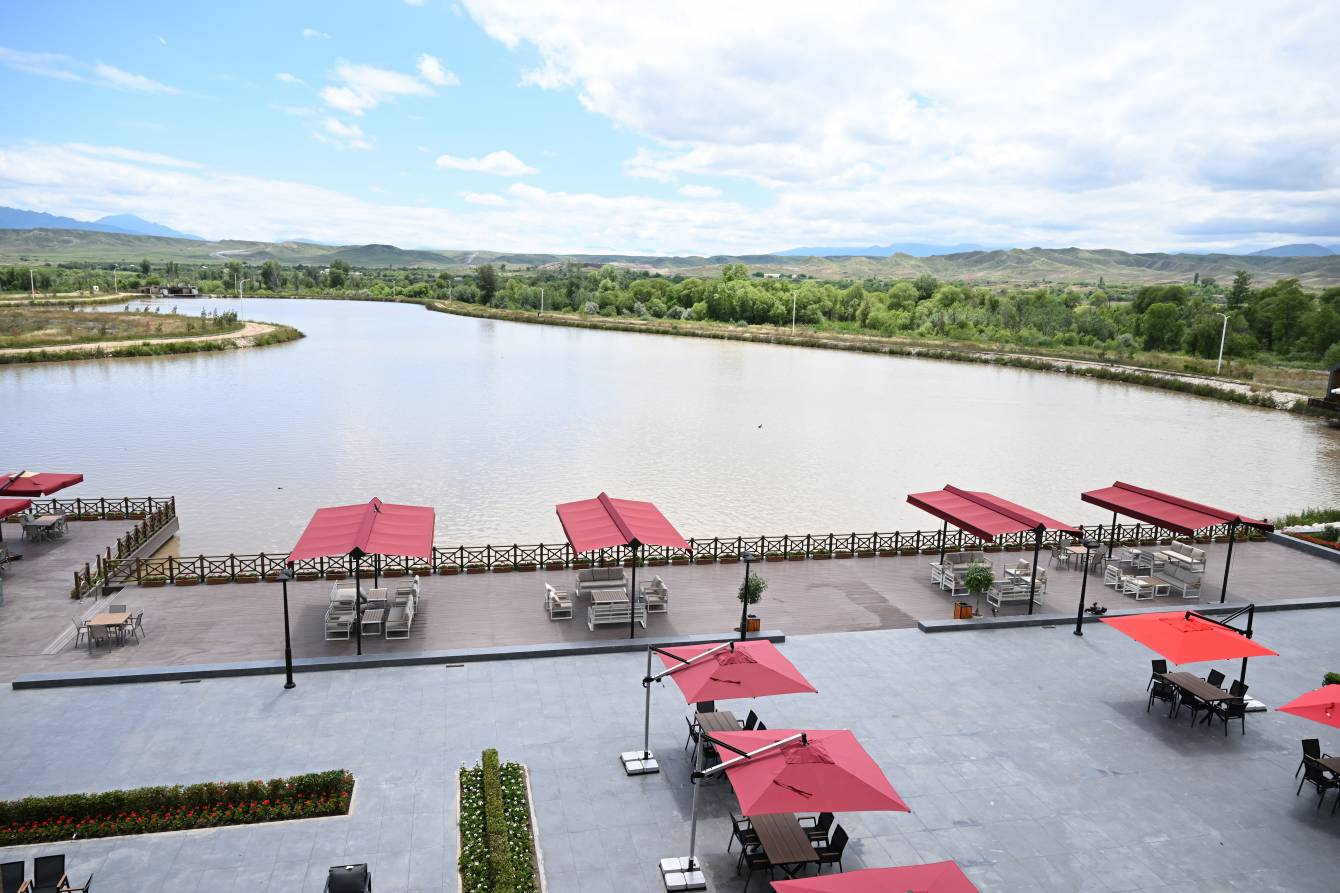
Искусственное озеро на реке Хакари 18 мая 2024

## Восстановление после войны
В апреле 2021 года состоялась церемония закладки фундамента международного аэропорта. 20 октября 2022 года аэропорт был открыт. На церемонии открытия приняли участие главы Азербайджана и Турции. Международная организация гражданской авиации присвоила аэропорту код UBBZ.
20 октября 2022 года открыт агропарк «Dost».
Для восстановления хозяйственной деятельности после освобождения реализуется программа самозанятости в сфере производства и обслуживания Государственного агентства занятости Азербайджана. Создаются малые производства, фермерские хозяйства.

## Экономика
С 7 июля 2021 года район входит в состав Восточно-Зангезурского экономического района.
Ведётся разработка золоторудного месторождения Вежнали.

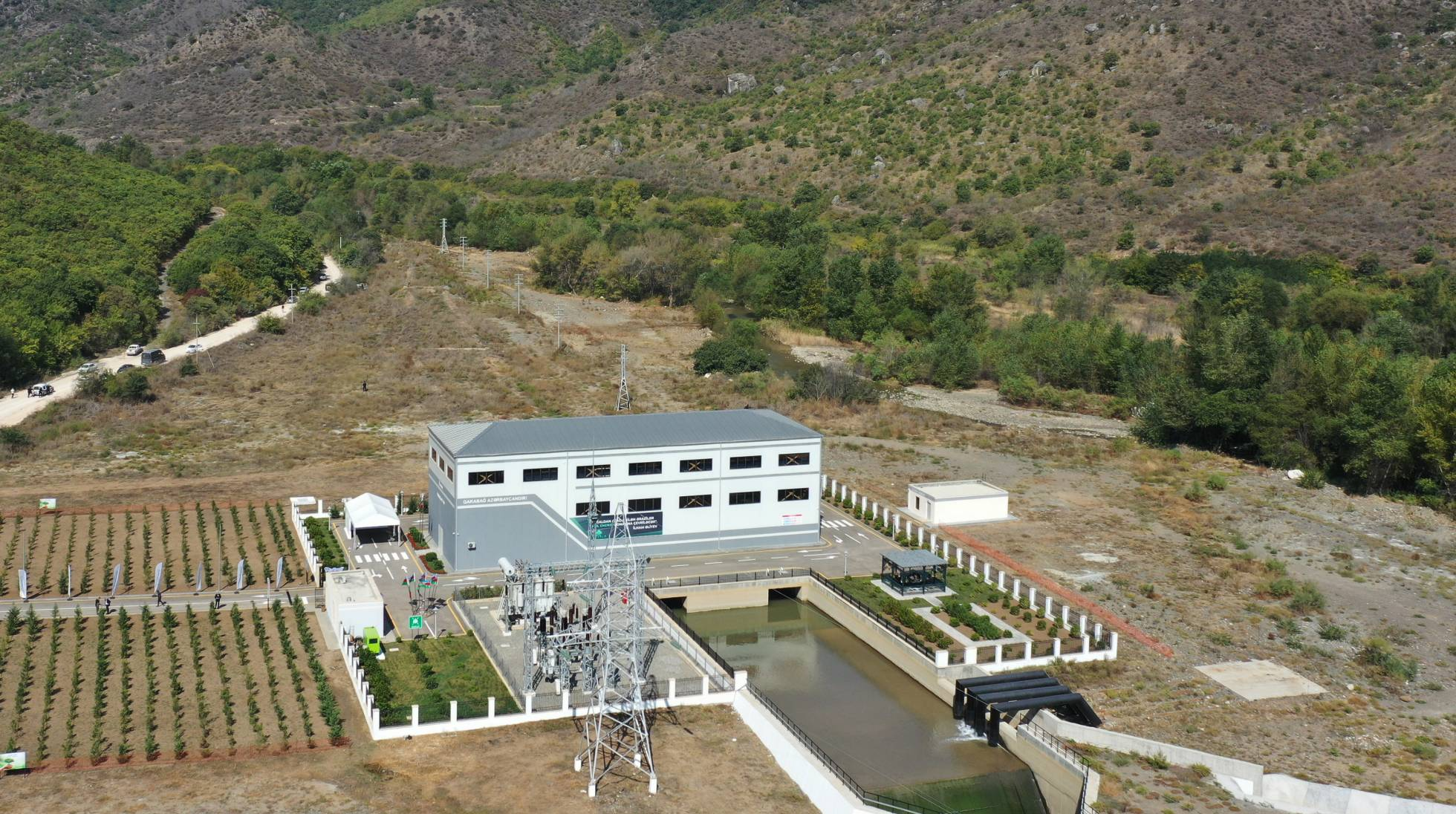
ГЭС «Сарыгышлаг» Октябрь 2024

## Инфраструктура
На реке Охчучай построен каскад гидроэлектростанций из четырёх ГЭС суммарной мощностью 42 МВт — по 10,5 МВт каждая. В 2023 году введена в эксплуатацию ГЭС «Джахангирбейли». 18 мая 2024 года введены в эксплуатацию ГЭС «Зангилан» и «Шайыфлы» мощностью также 10,5 МВт каждая.
С момента ввода в эксплуатацию по май 2025 года на ГЭС «Зангилан» произведено 25,1 млн. кВт⋅ч, на ГЭС «Шайыфлы» — 29,8 млн. кВт⋅ч электроэнергии.
3 октября 2024 года введена в строй ГЭС «Сарыгышлаг» производительностью до 33 млн киловатт-час электроэнергии в год.

## Экология
Река Охчучай загрязнена большим количеством тяжёлых металлов. Загрязнение осуществляется предприятиями, действующими в Армении, в том числе Зангезурским медно-молибденовым комбинатом, Кафанским горно-обогатительным и Гаджаранским медно-молибденовым заводами. В сущности, Охчучай используется как коллектор промышленных отходов. Сточные воды с предприятий сбрасываются в реку неочищенными. По результатам экологического мониторинга, проведённого в 2021 году, в пробах вод реки обнаружены медь, молибден, железо, цинк, хром, марганец.
Содержание медно-молибденового соединения в реке превышает норму вдвое, железа — в 4 раза, никеля — в 7 раз. В связи с загрязнением цвет воды в реке периодически меняется. В марте 2021 года в реке зафиксирована массовая гибель золотой форели. Уровень загрязнения реки оценивается как критический.
Министерством экологии и природных ресурсов Азербайджана с целью заставить Армению предпринять меры по предотвращению загрязнения поданы обращения в Европейский региональный офис Программы ООН по окружающей среде и в Европейскую экономическую комиссию ООН.
К декабрю 2024 года высажено 55 гектар новых зон зелёных насаждений.

## Достопримечательности

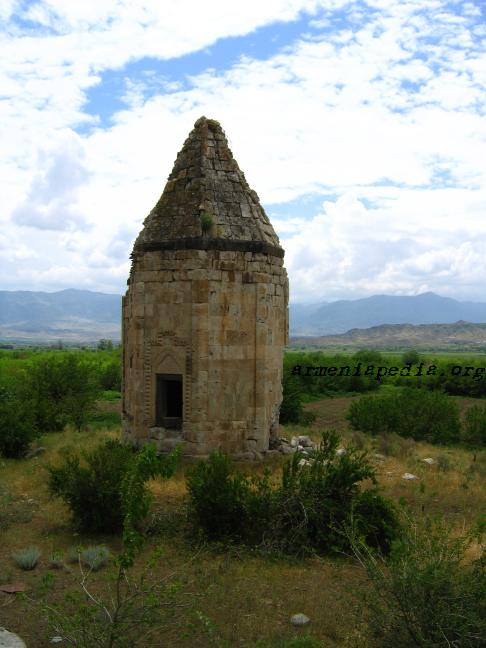
Мавзолей Йахйи ибн Мухаммада ал-Хаджа

На территории района находятся исторические памятники. В селе Мамедбейли — восьмиугольная гробница Йахйи ибн Мухаммада ал-Хаджа (1304—1305).